# Perthes (Haute-Marne)
Perthes é uma comuna francesa na região administrativa de Grande Leste, no departamento de Haute-Marne. Estende-se por uma área de 13,08 km². Em 2010 a comuna tinha 526 habitantes (densidade: 40,2 hab./km²).